# وورلد باي المتحدة
شركة وورلد باي (Worldpay, Inc) كانت شركة أمريكية لمعالجة المدفوعات ومزود للتكنولوجيا ومقرها في منطقة سينسيناتي بولاية أوهايو. سابقا Vantiv، وورلد باي هي أكبر تاجر الولايات المتحدة المستحوذ التي كتبها حجم المعاملات للأغراض العامة في المرتبة. 
توفر الشركة خدمات الدفع والتقنية للتجار والمؤسسات المالية في الولايات المتحدة وتقوم بمعالجة أكثر من 20.1 مليار معاملة دفع وبحجم حوالي 726 مليار دولار سنويًا. اعتبارًا من عام 2014 ، دعمت الشركة السابقة (Vantiv) ، حوالي 400000 موقع تجاري وأكثر من 17000 ماكينة صراف آلي في 46 ولاية وثماني دول. 
تشمل قاعدة التجار للشركة : العملاء في الأسواق الرأسية مثل البيع بالتجزئة ، والمطاعم ، والحكومة ، والتجارة الإلكترونية ، والسوبر ماركت ، ومخازن الأدوية ، والأعمال التجارية وخدمات المستهلك. تشمل قاعدة مؤسساتها المالية مجموعة متنوعة من المؤسسات المالية ، بما في ذلك البنوك الإقليمية ، والبنوك المجتمعية ، والاتحادات الائتمانية ، وشبكات الخصم الخاصة برقم التعريف الشخصي (PIN) الإقليمية. 
اعتمدت الشركة اسم "Vantiv" في يونيو 2011 كخطوة نحو أن تصبح شركة عامة. في السابق كانت شراكة بين Advent International و Fifth Third Bancorp ،  أصبحت Vantiv شركة عامة للتداول في 22 مارس 2012 ، مدرجة في بورصة نيويورك تحت رمز العلامة "VNTV".  استحوذت على مجموعة وورلد باي  ومقرها لندن وغيرت اسمها إلى وورلد باي المتحدة . في 16 يناير 2018. 

## التاريخ
في عام 1971 ، شكل Fifth Third Bank أنظمة الدفع من الغرب الأوسط (MPS) لتقديم خدمات تحويل الأموال إلكترونيا (EFT) إلى المؤسسات المالية. في عام 1977 ، تم تطوير وتنفيذ شبكة جيني ، أول شبكة صراف آلي مشتركة عبر الإنترنت في البلاد. في عام 1991 ، توسعت MPS لتقديم خدمات تجارية. في عام 2000 ، استحوذت شركة MPS على شركة Integrated Delivery Technologies، Inc. (IDTI) ، شبكة الكارتل و ACI Merchant Services. 
في عام 2003 ، تبنت شركة Midwest Payment Systems اسم (Fifth Third لحلول المعالجة)  . وفي عام 2006 ، حصلت الشركة على Card Management Corporation (CMC) لتوفير مجموعة واسعة من خدمات المعالجة. بعد عدة سنوات ، في عام 2009 ، انطلقت شركة Fifth Third Processing Solutions من Fifth Third Bancorp وتم إطلاقها كمشروع مشترك بين Advent International و Fifth Third Bank ، وهي شركة تابعة لـ Fifth Third Bancorp. 
بحلول نهاية عام 2010 ، كانت الشركة قد استحوذت على TNB Card Services ،  National Processing Company (NPC)  وبعض أصول Springbok Services، Inc. وهي منصة مسبقة الدفع.  في يونيو 2011 ، افترضت حلول المعالجة الثالثة الخامسة اسم فانتيف. 
أصبحت Vantiv شركة تجارية عامة في 22 مارس 2012 ، مدرجة في بورصة نيويورك تحت رمز المؤشر "VNTV". 
في ديسمبر 2012 ، استحوذت Vantiv على شركة Litle & Co. المملوكة ملكية خاصة مقابل 361 مليون دولار. تقوم Litle بتطوير حلول معالجة مدفوعات التجارة الإلكترونية التي تستخدمها الشركات التي تقبل مدفوعات البضائع والخدمات عبر الإنترنت والهاتف وعبر البريد. وقالت Vantiv إنها ستدمج تقنيات Litle في عروضها الخاصة بمعالجة نقاط البيع والتجارة الإلكترونية. 
في أبريل 2013 ، أصبحت Vantiv أول مستحوذ أمريكي يستكمل متطلبات اختبار ماستر كارد لمعالجة معاملات EMV لعلامات ماستركارد  و Maestro و سيروس في كل من أجهزة الصراف الآلي وفي مواقع البيع . 
في يوليو 2013 ، أعلنت Vantiv عن اتفاق للحصول على خدمات دفع العنصر المملوكة ملكية خاصة.  Element هي مزود لحلول معالجة الدفع المتوافقة مع PCI DSS المتكاملة تمامًا للتجار وموفري برامج إدارة الأعمال. 
في 12 مايو 2014 ، أكدت شركة Vantiv استحواذها بقيمة 1.65 مليار دولار على شركة Mercury Payment Systems LLC. 
في نوفمبر 2016 ، استحوذت Vantiv على العمليات الأمريكية لمعالج المدفوعات الكندي Moneris Solutions . 
في يوليو 2017 ، أعلنت الشركة عزمها على شراء وورلد باي المتمركزة في بريطانيا مقابل 10.4 مليار دولار.  أشارت الإعلانات اللاحقة إلى أن الكيان المجمع سيتم تسميته "Worldpay Inc." ويقع مقرها الرئيسي والمدرج في البورصة في الولايات المتحدة ، ولكن العمليات الداخلية ستكون مقرها في المملكة المتحدة  تم الانتهاء من الصفقة في 16 يناير 2018. 
في مارس 2019 ، Fidelity National Information Services، Inc. (FIS) ، أعلنت عن صفقة بقيمة 43 مليار دولار لشراء Worldpay ، والتي تعتبر أكبر صفقة على الإطلاق في قطاع المدفوعات الدولي. 

## علاقات المؤسسات المالية
تعمل وورلد باي مع المؤسسات المالية لتطوير برامج وأدوات لتبسيط استراتيجيات الدفع.  تشمل المنتجات المالية للشركة بطاقات الائتمان وخدمات المعالجة لأجهزة الصراف الآلي والخدمات التجارية والمكافآت ومنع الاحتيال. بالإضافة إلى ذلك ، تساعد وورلد باي المؤسسات المالية ببطاقات مسبقة الدفع وبطاقات الهدايا ، وتخصيص البطاقة ، ومعالجة رقم التعريف الشخصي (PIN) ، والخدمات الإلكترونية لحامل البطاقة وغير ذلك الكثير. 
توفر وورلد باي استراتيجيات وتقنيات للدفع لأكثر من 1400 مؤسسة مالية ، بما في ذلك أكثر من 700 اتحاد ائتماني في جميع أنحاء الولايات المتحدة ، وتدعم أكثر من 33 مليون بطاقة خصم وتعالج أكثر من 15.7 مليار معاملة كل عام. 

## روابط خارجية
بيانات عن أعمال وورلد باي المتحدة :  SEC filings